# Burnin'
Burnin' is het zesde studioalbum van de Jamaicaanse reggaegroep The Wailers, uitgebracht in 1973. De bezetting van The Wailers bestond destijds nog uit Bob Marley, Peter Tosh en Bunny Livingston. Dit was het laatste album voordat Tosh en Livingston met hun solocarrières begonnen. De groepsnaam zou later veranderen in "Bob Marley and The Wailers". Het album werd een groot succes vanwege de hits Get Up, Stand Up, I Shot the Sheriff en Burnin' and Lootin'.
Burnin' staat op de 319de plek in Rolling Stone's lijst van de "500 Greatest Albums of All Time".

## Nummers

### Burnin'
Alle muziek en teksten zijn geschreven door Bob Marley, tenzij anders aangegeven. 
| Nr. | Titel                                | Duur |
| --- | ------------------------------------ | ---- |
| 1.  | Get Up, Stand Up (Marley/Peter Tosh) | 3:16 |
| 2.  | Hallelujah Time (Bunny Livingston)   | 3:28 |
| 3.  | I Shot the Sheriff                   | 4:41 |
| 4.  | Burnin' and Lootin'                  | 4:15 |
| 5.  | Put It On                            | 4:00 |

| Nr. | Titel                                                                 | Duur |
| --- | --------------------------------------------------------------------- | ---- |
| 6.  | Small Axe                                                             | 4:01 |
| 7.  | Pass It On (Livingston)                                               | 3:33 |
| 8.  | Duppy Conqueror                                                       | 3:44 |
| 9.  | One Foundation (Tosh)                                                 | 3:42 |
| 10. | Rastaman Chant (Traditional, arrangement door Marley/Tosh/Livingston) | 3:47 |

| Nr. | Titel                           | Duur |
| --- | ------------------------------- | ---- |
| 11. | Reincarnated Souls (Livingston) | 3:43 |
| 12. | No Sympathy (Tosh)              | 3:08 |
| 13. | The Oppressed Song (Livingston) | 3:16 |

### Luxe-editie uit 2004[5]
Alle muziek en teksten zijn geschreven door Bob Marley, tenzij anders aangegeven. 
| Nr. | Titel                                                                  | Duur |
| --- | ---------------------------------------------------------------------- | ---- |
| 1.  | Get Up, Stand Up (Marley/Tosh)                                         | 3:20 |
| 2.  | Hallelujah Time (Livingston)                                           | 3:31 |
| 3.  | I Shot the Sheriff                                                     | 4:41 |
| 4.  | Burnin' and Lootin'                                                    | 4:16 |
| 5.  | Put It On                                                              | 4:01 |
| 6.  | Small Axe                                                              | 4:02 |
| 7.  | Pass It On (Livingston)                                                | 3:35 |
| 8.  | Duppy Conqueror                                                        | 3:47 |
| 9.  | One Foundation (Tosh)                                                  | 3:44 |
| 10. | Rasta Man Chant (Traditional, arrangement door Marley/Tosh/Livingston) | 3:48 |
| 11. | Reincarnated Souls (Livingston)                                        | 3:45 |
| 12. | No Sympathy (Tosh)                                                     | 3:10 |
| 13. | The Oppressed Song (Livingston)                                        | 3:17 |
| 14. | Get Up, Stand Up (Unreleased Alternate Take) (Marley/Tosh)             | 3:43 |
| 15. | Get Up, Stand Up (Unreleased Single Version) (Marley/Tosh)             | 3:11 |

| Nr. | Titel                          | Duur  |
| --- | ------------------------------ | ----- |
| 1.  | Duppy Conqueror                | 6:03  |
| 2.  | Slave Driver                   | 5:00  |
| 3.  | Burnin' and Lootin'            | 8:29  |
| 4.  | Can't Blame the Youth (Tosh)   | 5:09  |
| 5.  | Stop That Train (Tosh)         | 3:57  |
| 6.  | Midnight Ravers                | 6:29  |
| 7.  | No More Trouble                | 6:59  |
| 8.  | Kinky Reggae                   | 5:56  |
| 9.  | Get Up, Stand Up (Marley/Tosh) | 6:15  |
| 10. | Stir It Up                     | 7:25  |
| 11. | Put It On                      | 4:29  |
| 12. | Lively Up Yourself             | 13:35 |

## Bezetting
- Bob Marley - gitaar, zang
- Aston "Family Man" Barrett - Bas, gitaar
- Carlton "Carlie" Barrett - drumkit
- Earl Lindo - toetsen
- Bunny Livingston (nom de plume is Bunny Wailer) - percussie, zang
- Peter Tosh - gitaar, zang, toetsen

## Trivia
- De hoes van het debuutalbum van Lauryn Hill, The Miseducation of Lauryn Hill (1998), is geïnspireerd door de albumhoes van Burnin'.[6]
- Het nummer I Shot the Sheriff werd door Eric Clapton op het album 461 Ocean Boulevard (1974) gecoverd.[7]

Bob Marley · Junior Braithwaite · Beverley Kelso · Bunny Wailer · Peter Tosh · Cherry Smith · Constantine "Vision" Walker · Earl "Chinna" Smith · Aston Barrett · Joe Higgs · Earl Lindo · Carlton Barrett · Al Anderson · Alvin Patterson · Junior Marvin · Donald Kinsey · Tyrone Downie · I Threes (Rita Marley · Marcia Griffiths · Judy Mowatt)